# Nulwoning
Een nulwoning, energieneutrale woning, balanswoning of CO2-neutrale woning is een woning die met een normaal leefpatroon en een hoog comfort niveau over een heel jaar gezien evenveel energie opwekt als hij verbruikt. Een nulwoning hoeft niet autonoom te zijn: 's zomers kan bijvoorbeeld de hoeveelheid energie teruggeleverd worden aan het elektriciteitsnet die 's winters daaruit verbruikt wordt.
Voor het maken van een nulwoning begint men met het energie gebruik te minimaliseren. Dit kan bereikt worden door vergaande isolatie, luchtdichtheid met balansventilatie en aardpijp (EWT), drievoudig glas, een zuidelijke oriëntatie van de woning en het gebruik van energiezuinige apparaten (passiefhuis-concept). Vervolgens gaat men op een energie-efficiënte manier de woning verwarmen en voorzien van warm water. Dit door het gebruik van bijvoorbeeld een warmtepomp, thermische collectoren en warmtebuffers. 
De overige vraag naar energie wordt opgewekt met hernieuwbare energie (bijvoorbeeld zonnepanelen en/of een windmolen).
De uitgangspunten voor het realiseren van een nulwoning zijn gebaseerd op de trias energetica.